# Kubrat Knoll
Der Kubrat Knoll (bulgarisch Кубратова могила Kubratowa mogila) ist ein 140 m hoher und felsiger Hügel auf der Livingston-Insel im Archipel der Südlichen Shetlandinseln. Er ragt 0,64 km westsüdwestlich des Inott Point, 2 km östlich des Arbanassi-Nunatak und 1,8 km nördlich des Edinburgh Hill auf.
Bulgarische Wissenschaftler kartierten ihn bei Vermessungen der Tangra Mountains zwischen 2004 und 2005. Die bulgarische Kommission für Antarktische Geographische Namen benannte ihn 2005 nach Kubrat, einem protobulgarischen Herrscher des 7. Jahrhunderts.